# Arachana nigra
Arachana nigra Piñeiro et al., 2012 è un anfibio estinto, appartenente ai temnospondili. Visse tra il Permiano superiore e il Triassico inferiore (circa 250 milioni di anni fa) e i suoi resti fossili sono stati ritrovati in Uruguay.

## Descrizione
Questo animale è noto solo grazie a un cranio fossile, in ottimo stato di conservazione, proveniente dalla formazione Buena Vista. Il cranio è quasi completo e manca solo della parte anteriore del muso delle corna tabulari; nell'animale in vita, il cranio doveva essere lungo circa 20 centimetri, a suggerire una lunghezza totale dell'animale non inferiore al metro. La forma generale del cranio ricordava quella dei rinesuchidi, un gruppo di anfibi conosciuti nel Permiano - Triassico: come in questi ultimi, le orbite erano posizionate leggermente all'indietro, la superficie delle ossa craniche era fittamente ornamentata da solchi e incavature, e il contorno della regione delle guance era leggermente convesso. Anche la zona del palato richiama i rinesuchidi, mentre altre caratteristiche sono più simili a quelle presenti nei lydekkerinidi (un altro gruppo di anfibi permo - triassici): ad esempio, l'osso sopratemporale non partecipava alla regione dell'incisura otica (un solco nella parte posteriore del cranio che si pensa reggesse la membrana timpanica), quest'ultima poco profonda.

## Classificazione
Descritto per la prima volta nel 2011, Arachana mostra notevoli somiglianze con alcuni gruppi di anfibi vissuti a cavallo tra il Permiano e il Triassico, come i rinesuchidi e i lydekkerinidi. Tuttavia, le numerose caratteristiche "miste", sia basali che derivate, precludono l'assegnazione di Arachana a uno di questi gruppi. Le dimensioni di questo animale erano di molto superiori a quelle di Lydekkerina, Chomatobatrachus e anche di Eolydekkerina (il più grande lydekkerinide noto). Oltre alla sua grande taglia, Arachana è caratteristico per alcune caratteristiche primitive che lo rendono simile ai rinesuchidi (più arcaici), come il ramo palatino dello pterigoide che si estende anteriormente fino a toccare il vomere, e la presenza di un basioccipitale ossificato. Questa combinazione di caratteristiche non permette di classificare Arachana in alcun gruppo noto; è possibile che questo animale fosse più derivato dei rinesuchidi, ma più basale dei lydekkerinidi o dei bentosuchidi.

## Stratigrafia
La combinazione di caratteristiche diverse in Arachana si riscontra anche in altri anfibi ritrovati nella formazione Buena Vista, che può quindi essere vista come transizionale tra le tipiche faune del Permiano e quelle del Triassico nel resto del mondo. La collocazione del limite Permo-Trias nella sequenza geologica uruguayana non è chiara, principalmente a causa della mancanza di chiare correlazioni faunistiche con altre sequenze ben note, come quella sudafricana o quella russa. In ogni caso, sembra che la fauna di Buena Vista indichi una notevole diversificazione degli anfibi temnospondili tra il Permiano e il Triassico.